# Badminton 2024
Höhepunkte des Badmintonjahres 2024 waren die Olympischen Sommerspiele, der Thomas Cup und der Uber Cup. Bei Multisportveranstaltungen stand Badminton neben Olympia des Weiteren bei den European Universities Games und den um ein Jahr verlegten Afrikaspielen im Programm.
== BWF World Tour 1000, 750 und 500 ==
| Veranstaltung         | Report            | Herreneinzel      | Dameneinzel           | Herrendoppel                          | Damendoppel                                    | Mixed                                          |
| World Tour Finals     | World Tour Finals | World Tour Finals | World Tour Finals     | World Tour Finals                     | World Tour Finals                              | World Tour Finals                              |
| --------------------- | ----------------- | ----------------- | --------------------- | ------------------------------------- | ---------------------------------------------- | ---------------------------------------------- |
| BWF World Tour Finals | Report            | Shi Yuqi          | Wang Zhiyi            | Kim Astrup Anders Skaarup Rasmussen   | Baek Ha-na Lee So-hee                          | Zheng Siwei Huang Yaqiong                      |
| Super 1000            |                   |                   |                       |                                       |                                                |                                                |
| Malaysia Open         | Report            | Anders Antonsen   | An Se-young           | Liang Weikeng Wang Chang              | Liu Shengshu Tan Ning                          | Yuta Watanabe Arisa Higashino                  |
| All England           | Report            | Jonatan Christie  | Carolina Marín        | Fajar Alfian Muhammad Rian Ardianto   | Baek Ha-na Lee So-hee                          | Zheng Siwei Huang Yaqiong                      |
| Indonesia Open        | Report            | Shi Yuqi          | Chen Yufei            | Liang Weikeng Wang Chang              | Baek Ha-na Lee So-hee                          | Jiang Zhenbang Wei Yaxin                       |
| China Open            | Report            | Weng Hongyang     | Wang Zhiyi            | Goh Sze Fei Nur Izzuddin              | Li Yijing Luo Xumin                            | Feng Yanzhe Huang Dongping                     |
| Super 750             |                   |                   |                       |                                       |                                                |                                                |
| India Open            | Report            | Shi Yuqi          | Tai Tzu-ying          | Kang Min-hyuk Seo Seung-jae           | Mayu Matsumoto Wakana Nagahara                 | Dechapol Puavaranukroh Sapsiree Taerattanachai |
| French Open           | Report            | Shi Yuqi          | An Se-young           | Satwiksairaj Rankireddy Chirag Shetty | Chen Qingchen Jia Yifan                        | Feng Yanzhe Huang Dongping                     |
| Singapore Open        | Report            | Shi Yuqi          | An Se-young           | He Jiting Ren Xiangyu                 | Chen Qingchen Jia Yifan                        | Zheng Siwei Huang Yaqiong                      |
| Japan Open            | Report            | Alex Lanier       | Akane Yamaguchi       | Goh Sze Fei Nur Izzuddin              | Liu Shengshu Tan Ning                          | Jiang Zhenbang Wei Yaxin                       |
| Denmark Open          | Report            | Anders Antonsen   | Wang Zhiyi            | Liang Weikeng Wang Chang              | Rin Iwanaga Kie Nakanishi                      | Feng Yanzhe Huang Dongping                     |
| China Masters         | Report            | Anders Antonsen   | An Se-young           | Jin Yong Seo Seung-jae                | Liu Shengshu Tan Ning                          | Feng Yanzhe Huang Dongping                     |
| Super 500             |                   |                   |                       |                                       |                                                |                                                |
| Indonesian Masters    | Report            | Anders Antonsen   | Wang Zhiyi            | Leo Rolly Carnando Daniel Marthin     | Liu Shengshu Tan Ning                          | Zheng Siwei Huang Yaqiong                      |
| Thailand Open         | Report            | Lee Zii Jia       | Supanida Katethong    | Satwiksairaj Rankireddy Chirag Shetty | Jongkolphan Kititharakul Rawinda Prajongjai    | Guo Xinwa Chen Fanghui                         |
| Malaysia Masters      | Report            | Viktor Axelsen    | Wang Zhiyi            | Kim Astrup Anders Skaarup Rasmussen   | Rin Iwanaga Kie Nakanishi                      | Goh Soon Huat Shevon Jemie Lai                 |
| Australian Open       | Report            | Lee Zii Jia       | Aya Ohori             | He Jiting Ren Xiangyu                 | Febriana Dwipuji Kusuma Amallia Cahaya Pratiwi | Jiang Zhenbang Wei Yaxin                       |
| Canada Open           | Report            | Koki Watanabe     | Busanan Ongbumrungpan | Kim Astrup Anders Skaarup Rasmussen   | Rin Iwanaga Kie Nakanishi                      | Jesper Toft Amalie Magelund                    |
| Korea Open            | Report            | Lu Guangzu        | Kim Ga-eun            | Leo Rolly Carnando Bagas Maulana      | Jeong Na-eun Kim Hye-jeong                     | Chen Tang Jie Toh Ee Wei                       |
| Hong Kong Open        | Report            | Viktor Axelsen    | Han Yue               | Kang Min-hyuk Seo Seung-jae           | Pearly Tan Thinaah Muralitharan                | Jiang Zhenbang Wei Yaxin                       |
| Arctic Open           | Report            | Chou Tien-chen    | Han Yue               | Goh Sze Fei Nur Izzuddin              | Liu Shengshu Tan Ning                          | Feng Yanzhe Huang Dongping                     |
| Japan Masters         | Report            | Li Shifeng        | Akane Yamaguchi       | Fajar Alfian Muhammad Rian Ardianto   | Liu Shengshu Tan Ning                          | Dechapol Puavaranukroh Supissara Paewsampran   |

## Jahresterminkalender
| Datum                       | Veranstaltung                                  | Ort                 | Typ                                         |
| --------------------------- | ---------------------------------------------- | ------------------- | ------------------------------------------- |
| 9. – 14. Januar             | Malaysia Open                                  | Kuala Lumpur        | BWF Super 1000                              |
| 11. – 14. Januar            | Estonian International                         | Tallinn             | International Series                        |
| 13. – 14. Januar            | Tenerife Senior Master                         | Teneriffa           | 35+, 40+, 45+, 50+, 55+, 60+, 65+, 70+      |
| 16. – 21. Januar            | India Open                                     | Neu-Delhi           | BWF Super 750                               |
| 18. – 21. Januar            | Swedish Open                                   | Uppsala             | International Series                        |
| 19. – 21. Januar            | Scottish International Masters Championships   | Glasgow             | 35+, 40+, 45+, 50+, 55+, 60+, 65+, 70+      |
| 22. – 28. Januar            | Egypt Para Badminton International             | Kairo               | Level 3                                     |
| 23. – 28. Januar            | Indonesian Masters                             | Jakarta             | BWF Super 500                               |
| 25. – 28. Januar            | Iran Juniors                                   | Yazd                | Junior International Series                 |
| 25. – 28. Januar            | Iceland International                          | Reykjavík           | Future Series                               |
| 26. – 28. Januar            | French International Borders                   | Schiltigheim        | U11, U13, U15                               |
| 29. Januar – 2. Februar     | Arabische Meisterschaft                        | Riad                | Kontinentalmeisterschaft                    |
| 30. Januar – 3. Februar     | Meisterschaft von Trinidad und Tobago          | Tacarigua           | Nationale Meisterschaft                     |
| 31. Januar – 3. Februar     | Kanadische Meisterschaft                       | Vancouver           | Nationale Meisterschaft                     |
| 1. – 3. Februar             | Estnische Meisterschaft                        | Tallinn             | Nationale Meisterschaft                     |
| 1. – 3. Februar             | Finnische Meisterschaft                        | Vantaa              | Nationale Meisterschaft                     |
| 30. Januar – 4. Februar     | Thailand Masters                               | Bangkok             | BWF Super 300                               |
| 30. Januar – 4. Februar     | Iran Fajr International                        | Yazd                | International Challenge                     |
| 1. – 4. Februar             | Deutsche Meisterschaft                         | Bielefeld           | Nationale Meisterschaft                     |
| 1. – 4. Februar             | Schottische Meisterschaft                      | Glasgow             | Nationale Meisterschaft                     |
| 2. – 4. Februar             | Englische Meisterschaft                        | Nottingham          | Nationale Meisterschaft                     |
| 2. – 4. Februar             | Niederländische Meisterschaft                  | Almere              | Nationale Meisterschaft                     |
| 2. – 4. Februar             | Französische Meisterschaft                     | Fos-sur-Mer         | Nationale Meisterschaft                     |
| 2. – 4. Februar             | Österreichische Meisterschaft                  | Traun               | Nationale Meisterschaft                     |
| 2. – 4. Februar             | Lettische Meisterschaft                        | Ķekava              | Nationale Meisterschaft                     |
| 2. – 4. Februar             | Tschechische Meisterschaft                     | České Budějovice    | Nationale Meisterschaft                     |
| 2. – 4. Februar             | Spanish U15 Open                               | Benalmádena         | U15                                         |
| 2. – 4. Februar             | Spanish U17 Open                               | Benalmádena         | U17 International Challenge                 |
| 3. – 4. Februar             | Belgische Meisterschaft                        | Herent              | Nationale Meisterschaft                     |
| 3. – 4. Februar             | Irische Meisterschaft                          | Dublin              | Nationale Meisterschaft                     |
| 3. – 4. Februar             | Luxemburgische Meisterschaft                   | Düdelingen          | Nationale Meisterschaft                     |
| 3. – 4. Februar             | Ungarische Meisterschaft                       | Pécs                | Nationale Meisterschaft                     |
| 3. – 4. Februar             | Schweizer Meisterschaft                        | Genf                | Nationale Meisterschaft                     |
| 3. – 4. Februar             | Slowenische Meisterschaft                      | Kungota             | Nationale Meisterschaft                     |
| 3. – 4. Februar             | Kroatische Meisterschaft                       | Donja Stubica       | Nationale Meisterschaft                     |
| 7. – 10. Februar            | Dänische Meisterschaft                         | Sønderborg          | Nationale Meisterschaft                     |
| 5. – 11. Februar            | Sri Lanka International Challenge              | Galle               | International Challenge                     |
| 7. – 11. Februar            | Azerbaijan International                       | Baku                | International Challenge                     |
| 8. – 11. Februar            | Hungarian Juniors                              | Pécs                | Junior International Series                 |
| 13. – 18. Februar           | Sri Lanka International                        | Galle               | International Series                        |
| 12. – 15. Februar           | Mannschaftsafrikameisterschaft                 | Kairo               | Kontinentalmeisterschaft                    |
| 12. – 15. Februar           | Ozeanienmeisterschaft                          | Geelong             | Kontinentalmeisterschaft                    |
| 13. – 18. Februar           | Mannschaftsasienmeisterschaft                  | Shah Alam           | Kontinentalmeisterschaft                    |
| 14. – 18. Februar           | Mannschaftseuropameisterschaft                 | Łódź                | BEC Event                                   |
| 16. – 18. Februar           | Mannschaftsozeanienmeisterschaft               | Geelong             | Kontinentalmeisterschaft                    |
| 15. – 18. Februar           | Mannschaftspanamerikameisterschaft             | São Paulo           | Kontinentalmeisterschaft                    |
| 16. – 18. Februar           | Afrikameisterschaft                            | Kairo               | Kontinentalmeisterschaft                    |
| 14. – 18. Februar           | Mannschaftseuropameisterschaft                 | Łódź                | BEC Event                                   |
| 21. – 25. Februar           | Uganda International Challenge                 | Kampala             | International Challenge                     |
| 20. – 26. Februar           | Spanish Para Badminton International           | Vitoria             | Level 2                                     |
| 23. – 25. Februar           | Italian Juniors                                | Mailand             | Junior International Challenge              |
| 26. – 28. Februar           | Uganda Juniors                                 | Kampala             | Junior Future Series                        |
| 29. – 2. März               | France U17 Open                                | Aire-sur-la-Lys     | U17 International Series                    |
| 27. – 3. März               | German Open                                    | Mülheim an der Ruhr | BWF Super 300                               |
| 28. – 3. März               | Dutch Juniors                                  | Haarlem             | Junior International Grand Prix             |
| 1. – 5. März                | Spanish Para Badminton International           | Toledo              | Level 1                                     |
| 10. – 13. April             | Mannschaftsafrikameisterschaft                 | Accra               | Kontinentalmeisterschaft                    |
| 5. – 10. März               | French Open                                    | Paris               | BWF Super 750                               |
| 6. – 10. März               | Portugal International                         | Caldas da Rainha    | International Series                        |
| 6. – 10. März               | German Juniors                                 | Berlin              | Junior International Grand Prix             |
| 12. – 17. März              | Vietnam International                          | Hanoi               | International Challenge                     |
| 12. – 17. März              | Orléans Masters                                | Orléans             | BWF Super 300                               |
| 12. – 17. März              | All England                                    | Birmingham          | BWF Super 1000                              |
| 13. – 17. März              | Giraldilla                                     | Havanna             | Future Series                               |
| 14. – 17. März              | Dutch International                            | Wateringen          | International Series                        |
| 15. – 17. März              | Spanish Junior Open                            | Oviedo              | Junior International Series                 |
| 15. – 17. März              | Polish Senior Open                             | Częstochowa         | 30+,35+,40+,45+,50+,55+,60+,65+,70+,75+,80+ |
| 15. – 17. März              | Polish U17 International                       | Suwałki             | U17 International Grand Prix                |
| 19. – 24. März              | Swiss Open                                     | Basel               | BWF Super 300                               |
| 22. – 24. März              | Norwegische Meisterschaft                      | Lillehammer         | Nationale Meisterschaft                     |
| 19. – 26. März              | Ruichang China Masters                         | Ruichang            | BWF Super 100                               |
| 20. – 24. März              | Polish Open                                    | Tarnów              | International Challenge                     |
| 26. – 31. März              | Thailand International                         | Nakhon Ratchasima   | International Challenge                     |
| 26. – 31. März              | Spain Masters                                  | Madrid              | BWF Super 300                               |
| 28. – 30. März              | Israel Juniors                                 | Rischon LeZion      | Junior International Series                 |
| 29. – 31. März              | JOT U17                                        | Edegem              | U17 International Challenge                 |
| 2. – 6. April               | Kazakhstan International                       | Uralsk              | International Challenge                     |
| 4. – 6. April               | Czech U17 International                        | Český Krumlov       | U17 International Challenge                 |
| 3. – 7. April               | Osaka International                            | Moriguchi           | International Challenge                     |
| 4. – 7. April               | Malta International                            | Cospicua            | Future Series                               |
| 4. – 7. April               | Alpes International U19                        | Voiron              | Junior International Challenge              |
| 10. – 13. April             | Panamerikameisterschaft                        | Guatemala-Stadt     | Kontinentalmeisterschaft                    |
| 9. – 14. April              | Europameisterschaft                            | Saarbrücken         | Kontinentalmeisterschaft                    |
| 9. – 14. April              | Asienmeisterschaft                             | Ningbo              | Kontinentalmeisterschaft                    |
| 11. – 14. April             | Croatian Juniors                               | Dubrovnik           | Junior International Challenge              |
| 9. – 16. April              | Brazil Para Badminton International            | São Paulo           | Level 2                                     |
| 17. – 20. April             | Slovak Open                                    | Bratislava          | Future Series                               |
| 18. – 21. April             | Latvia U17                                     | Liepāja             | U17 International Series                    |
| 19. – 21. April             | Cyprus Juniors                                 | Nicosia             | Junior International Series                 |
| 25. – 28. April             | Bulgarische Meisterschaft                      | Sofia               | Nationale Meisterschaft                     |
| 25. – 28. April             | Finnish International                          | Vantaa              | Future Series                               |
| 26. – 28. April             | Bozner Cup U17                                 | Bozen               | U17 International Series                    |
| 28. – 5. Mai                | Thomas Cup und Uber Cup                        | Chengdu             | BWF Event                                   |
| 2. – 5. Mai                 | Luxembourg Open                                | Luxembourg          | International Challenge                     |
| 3. – 5. Mai                 | Austrian Senior Open                           | St. Pölten          | 35+, 40+, 45+, 50+, 55+, 60+, 65+, 70+, 75+ |
| 3. – 5. Mai                 | Austrian U17 Open                              | Dornbirn            | U17 International Grand Prix                |
| 8. – 11. Mai                | Denmark International                          | Farum               | International Challenge                     |
| 9. – 12. Mai                | Bulgaria U17 International                     | Swilengrad          | U17 International Challenge                 |
| 9. – 14. Mai                | Thailand Para Badminton International          | Pattaya             | Level 2                                     |
| 13. – 16. Mai               | Bulgarian Junior U19 International             | Swilengrad          | Junior International Series                 |
| 14. – 18. Mai               | Slovenia Open                                  | Maribor             | International Series                        |
| 14. – 19. Mai               | Thailand Open                                  | Bangkok             | BWF Super 500                               |
| 17. – 19. Mai               | Adria U17 International 2024                   | Opatija             | U17 International Challenge                 |
| 17. – 22. Mai               | Bahrain Para Badminton International           | Manama              | Level 2                                     |
| 21. – 26. Mai               | Malaysia Masters                               | Kuala Lumpur        | BWF Super 500                               |
| 23. – 26. Mai               | Austrian Open                                  | Graz                | International Series                        |
| 24. – 26. Mai               | Polish U17 Masters                             | Białystok           | U17 International Challenge                 |
| 28. – 2. Juni               | Singapore Open                                 | Singapur            | BWF Super 750                               |
| 29. – 1. Juni               | Bonn International                             | Bonn                | Future Series                               |
| 30. – 2. Juni               | Czech Youth International                      | Prag                | U9, U11, U13, U15                           |
| 31. – 2. Juni               | 3 Borders U19                                  | Saint-Louis         | Junior International Series                 |
| 4. – 9. Juni                | Indonesia Open                                 | Jakarta             | BWF Super 1000                              |
| 5. – 9. Juni                | Santo Domingo International                    | Santo Domingo       | International Series                        |
| 6. – 9. Juni                | Lithuanian International                       | Panevėžys           | Future Series                               |
| 7. – 9. Juni                | German U17 Open                                | Bergisch Gladbach   | U17 International Challenge                 |
| 7. – 9. Juni                | Spanish Juniors                                | El Campello         | Junior International Series                 |
| 11. – 16. Juni              | Australia Open                                 | Sydney              | BWF Super 500                               |
| 13. – 16. Juni              | Nantes International                           | Rezé                | International Challenge                     |
| 14. – 18. Juni              | Canada Para Badminton International            | Ottawa              | Level 1                                     |
| 18. – 23. Juni              | New Zealand Open                               | Auckland            | BWF Super 300                               |
| 18. – 23. Juni              | Kaohsiung Masters                              | Kaohsiung           | BWF Super 100                               |
| 20. – 23. Juni              | Serbian U17 International                      | Novi Sad            | U15                                         |
| 21. – 23. Juni              | Serbian Youth International                    | Novi Sad            | U17 International Grand Prix                |
| 25. – 30. Juni              | US Open                                        | Texas               | BWF Super 300                               |
| 27. – 30. Juni              | Bulgarian Junior Open                          | Pasardschik         | Junior International Challenge              |
| 28. – 30. Juni              | Faroe Games Juniors                            | Tórshavn            | Junior International Series                 |
| 1. – 4. Juli                | Bulgaria Open U17                              | Pasardschik         | U17 International Challenge                 |
| 2. – 7. Juli                | Canada Open                                    | Calgary             | BWF Super 500                               |
| 3. – 9. Juli                | Uganda Para Badminton International            | Kampala             | Level 3                                     |
| 4. – 7. Juli                | Nouvelle-Aquitaine Future Series               | Pessac              | Future Series                               |
| 11. – 14. Juli              | Istanbul U15 Open                              | Istanbul            | U9, U11, U13, U15                           |
| 11. – 14. Juli              | Istanbul Youth Open                            | Istanbul            | U17 International Challenge                 |
| 12. – 24. Juli 2024         | European Universities Games                    | Debrecen-Miskolc    | Multi-Veranstaltung                         |
| 27. Juli – 5. August 2024   | Olympische Spiele                              | Paris               | Multi-Veranstaltung                         |
| 2. – 6. August              | 4 Nations Para Badminton International         | Sheffield           | Level 1                                     |
| 13. – 15. August            | International Jeunes Nouvelle-Aquitaine 2024   | Talence             | U13, U15                                    |
| 12. – 18. August            | Maldives International                         | Malé                | International Challenge                     |
| 15. – 20. August            | European Para Games                            | Rotterdam           | Continental Para Games                      |
| 20. – 25. August            | Japan Open                                     | Tokio               | BWF Super 750                               |
| 25. – 31. August            | Senioren-Europameisterschaft                   | Heusden-Zolder      | BEC Event                                   |
| 27. – 1. September          | Myanmar Future Series                          | Rangun              | Future Series                               |
| 27. August – 1. September   | Mexico Future Series                           | Aguascalientes      | Future Series                               |
| 27. August – 1. September   | Korea Open                                     | Seoul               | BWF Super 500                               |
| 27. – 1. September          | Indonesia Super 100                            | Pekanbaru           | BWF Super 100                               |
| 3. – 8. September           | Myanmar International                          | Rangun              | International Series                        |
| 3. – 8. September           | Taipei Open                                    | Taipeh              | BWF Super 300                               |
| 10. – 15. September         | Hong Kong Open                                 | Hongkong            | BWF Super 500                               |
| 10. – 15. September         | Vietnam Open                                   | Ho-Chi-Minh-Stadt   | BWF Super 100                               |
| 8. – 19. September          | Pekan Olahraga Nasional                        | Percut Sei Tuan     | Nationale Meisterschaft                     |
| 17. – 22. September         | China Open                                     | Changzhou           | BWF Super 1000                              |
| 17. – 22. September         | Indonesia Para Badminton International         | Surakarta           | Level 3                                     |
| 24. – 29. September         | Macau Open                                     | Macau               | BWF Super 300                               |
| 26. – 29. September         | Kampala International                          | Kampala             | Future Series                               |
| 26. – 29. September         | Croatian International                         | Samobor             | Future Series                               |
| 28. September               | Walisische Meisterschaft                       | Wrexham             | Nationale Meisterschaft                     |
| 30. September – 13. Oktober | Juniorenweltmeisterschaft                      | Nanchang            | BWF Event                                   |
| 1. – 6. Oktober             | Abu Dhabi Masters                              | Abu Dhabi           | BWF Super 100                               |
| 2. – 6. Oktober             | Western Australia Para Badminton International | Perth               | Level 2                                     |
| 3. – 6. Oktober             | Bulgarian International                        | Sofia               | Future Series                               |
| 3. – 6. Oktober             | Uganda International                           | Kampala             | International Series                        |
| 8. – 13. Oktober            | Arctic Open                                    | Vantaa              | BWF Super 500                               |
| 9. – 13. Oktober            | Bendigo International                          | Bendigo             | International Challenge                     |
| 9. – 13. Oktober            | German U17 International                       | Mülheim an der Ruhr | U17                                         |
| 9. – 13. Oktober            | German Ruhr U19 International                  | Mülheim an der Ruhr | Junior International Series                 |
| 9. – 13. Oktober            | Egypt International                            | Kairo               | International Series                        |
| 10. – 13. Oktober           | Turkey International                           | Istanbul            | International Challenge                     |
| 15. – 20. Oktober           | Denmark Open                                   | Odense              | BWF Super 750                               |
| 15. – 20. Oktober           | Malaysia Super 100                             | Kuala Lumpur        | BWF Super 100                               |
| 17. – 20. Oktober           | Czech Open                                     | Prag                | International Series                        |
| 19. – 20. Oktober           | Zyprische Meisterschaft                        | Nikosia             | Nationale Meisterschaft                     |
| 22. – 26. Oktober           | Venezuela International                        | Maracay             | International Series                        |
| 23. – 26. Oktober           | Israel International                           | Kibbutz Hatzor      | Future Series                               |
| 23. – 26. Oktober           | North Harbour International                    | Auckland            | International Challenge                     |
| 22. – 27. Oktober           | Surabaya International                         | Surabaya            | International Challenge                     |
| 23. – 27. Oktober           | Dutch Open                                     | ’s-Hertogenbosch    | International Challenge                     |
| 23. – 27. Oktober           | Peru Juniors                                   | Lima                | Junior Future Series                        |
| 25. – 27. Oktober           | Finnish Juniors                                | Espoo               | Junior International Series                 |
| 25. – 30. Oktober           | Gymnasiade                                     | Manama              |                                             |
| 30. Oktober – 2. November   | Hungarian International                        | Budapest            | International Series                        |
| 29. Oktober – 3. November   | Mexico International                           | Aguascalientes      | International Series                        |
| 29. Oktober – 3. November   | Indonesia Super 100 II                         | Surabaya            | BWF Super 100                               |
| 29. Oktober – 3. November   | Hylo Open                                      | Saarbrücken         | BWF Super 300                               |
| 1. – 3. November            | Lithuanian Juniors                             | Kaunas              | Junior International Series                 |
| 1. – 3. November            | Meisterschaft der kleinen Staaten von Europa   | Nikosia             | Kontinentalmeisterschaft                    |
| 7. – 9. November            | Israel U17 International                       | Zikhron Yaakov      | Future Series                               |
| 5. – 10. November           | India International                            | Hyderabad           | International Challenge                     |
| 5. – 10. November           | Korea Masters                                  | Gwangju             | BWF Super 300                               |
| 7. – 10. November           | Ukrainische Meisterschaft                      | Kiew                | Nationale Meisterschaft                     |
| 7. – 10. November           | Norwegian International                        | Sandefjord          | International Series                        |
| 8. – 10. November           | Rumänische Meisterschaft                       | Timișoara           | Nationale Meisterschaft                     |
| 8. – 10. November           | Polish Juniors                                 | Białystok           | U19                                         |
| 6. – 12. November           | Japan Para Badminton International             | Tokio               | Level 2                                     |
| 11. – 14. November          | Spanish International                          | Ibiza               | Future Series                               |
| 13. – 16. November          | Irish Open                                     | Dublin              | International Challenge                     |
| 12. – 17. November          | Thailand Juniors                               | Bangkok             | Junior International Series                 |
| 12. – 17. November          | Li-Ning Vietnam International Series           | Bắc Giang           | International Series                        |
| 12. – 17. November          | Malaysia International Series                  | Johor               | International Series                        |
| 12. – 17. November          | Bahrain International I                        | Manama              | International Series                        |
| 12. – 17. November          | India International Challenge                  | Raipur              | International Challenge                     |
| 12. – 17. November          | Kaohsiung Open                                 | Kaohsiung           | BWF Super 100                               |
| 12. – 17. November          | Japan Masters                                  | Kumamoto            | BWF Super 500                               |
| 13. – 17. November          | Suriname International                         | Paramaribo          | International Series                        |
| 14. – 17. November          | Zambia International                           | Lusaka              | International Series                        |
| 15. – 17. November          | Czech Juniors                                  | Orlová-Lutyně       | Junior International Series                 |
| 15. – 17. November          | Spanish U15 International                      | Blanca Dona         | U15                                         |
| 15. – 17. November          | Spanish U17 International                      | Blanca Dona         | U17 International Series                    |
| 15. – 17. November          | Swedish Youth Games                            | Malmö               | U17                                         |
| 19. – 24. November          | Felet Vietnam International Series             | Ninh Bình           | International Series                        |
| 19. – 24. November          | Bahrain International II                       | Manama              | International Series                        |
| 19. – 24. November          | China Masters                                  | Shenzhen            | BWF Super 750                               |
| 21. – 24. November          | Scottish Open                                  | Glasgow             | International Challenge                     |
| 22. – 24. November          | Italienische Meisterschaft                     | Chiari              | Nationale Meisterschaft                     |
| 23. – 24. November          | Moldauische Meisterschaft                      | Chișinău            | Nationale Meisterschaft                     |
| 26. – 30. November          | Welsh International                            | Cardiff             | International Series                        |
| 26. November – 1. Dezember  | Syed Modi International                        | Lucknow             | BWF Super 300                               |
| 26. November – 5. Dezember  | Junioreneuropameisterschaft                    | Ibiza               | Kontinentalmeisterschaft                    |
| 2. – 4. Dezember            | South Africa Juniors                           | Kapstadt            | Junior Future Series                        |
| 2. – 4. Dezember            | EM-Qualifikation                               | diverse             | Kontinentalmeisterschaft                    |
| 30. November – 5. Dezember  | Aserbaidschanische Meisterschaft               | Baku                | Nationale Meisterschaft                     |
| 1. – 8. Dezember            | Sri-lankische Meisterschaft                    | Colombo             | Nationale Meisterschaft                     |
| 3. – 8. Dezember            | Guwahati Masters                               | Guwahati            | BWF Super 100                               |
| 3. – 8. Dezember            | Thailand International Series                  | Nakhon Ratchasima   | International Series                        |
| 3. – 8. Dezember            | Canadian International                         | Markham             | International Challenge                     |
| 5. – 8. Dezember            | World Abilitysport Games                       | Nakhon Ratchasima   | Level 3                                     |
| 9. – 15. Dezember           | Pathumthani Juniors                            | Pathum Thani        | Junior International Series                 |
| 10. – 15. Dezember          | Odisha Masters                                 | Cuttack             | BWF Super 100                               |
| 10. – 15. Dezember          | Bahrain Para Badminton International           | Manama              | Level 1                                     |
| 11. – 15. Dezember          | BWF World Tour Finals                          | Hangzhou            | BWF World Tour Finals                       |
| 12. – 15. Dezember          | Antalya Juniors                                | Antalya             | Junior International Series                 |
| 13. – 15. Dezember          | Bangladesh Juniors                             | Dhaka               | Junior International Series                 |
| 13. – 15. Dezember          | Portuguese Juniors                             | Caldas da Rainha    | Junior International Series                 |
| 13. – 17. Dezember          | Dubai Para Badminton International             | Dubai               | Level 2                                     |
| 17. – 21. Dezember          | Bangladesh International                       | Dhaka               | International Challenge                     |
| 19. – 21. Dezember          | Estonian Juniors                               | Tartu               | Junior International Series                 |
| 18. – 22. Dezember          | Thailändische Meisterschaft                    | Nonthaburi          | Nationale Meisterschaft                     |
| 20. – 24. Dezember          | Indische Meisterschaft                         | Bengaluru           | Nationale Meisterschaft                     |
| 23. – 26. Dezember          | Nepal International Challenge                  | Tripureshwor        | International Challenge                     |
| 27. – 29. Dezember          | Nepal Juniors                                  | Tripureshwor        | Junior International Series                 |
| 24. – 30. Dezember          | Japanische Meisterschaft                       | Chōfu               | Nationale Meisterschaft                     |